# Фрідріх-Вільгельм Дойч (генерал-майор)
Фрідріх-Вільгельм Дойч (нім. Friedrich-Wilhelm Deutsch; 25 вересня 1895, Лунов-Штольценгаген — 27 березня 1945, Везель) — німецький офіцер, генерал-майор люфтваффе. Дипломований інженер.

## Біографія
Учасник Першої світової війни. З 30 вересня 1919 по вересень 1920 року служив у фрайкорі фон Офена. В жовтні 1921 року поступив на службу в рейхсвер. 1 квітня 1936 року переведений в люфтваффе, до кінця серпня 1943 року був референтом і керівником групи Імперського міністерства авіації. З 1 вересня 1943 року — командир 25-го зенітного полку (Ганновер). З січня 1944 року — командир зенітної групи Галле-Мерзебург (33-й зенітний полк), яка захищала промисловість Галле, в першу чергу — нафтопереробні заводи. З 30 квітня 1944 по 9 лютого 1945 року — командир 16-ї зенітної дивізії. 10 лютого 1945 року переведений у авіаційне командування «Захід» і призначений комендантом Везеля. Загинув у бою.

## Нагороди
- Залізний хрест 2-го і 1-го класу
- Хрест «За військові заслуги» (Мекленбург-Шверін) 2-го класу
- Почесний хрест ветерана війни з мечами
- Медаль «За вислугу років у Вермахті» 4-го, 3-го, 2-го і 1-го класу (25 років)
- Нагрудний знак зенітної артилерії люфтваффе